# Fernelmont

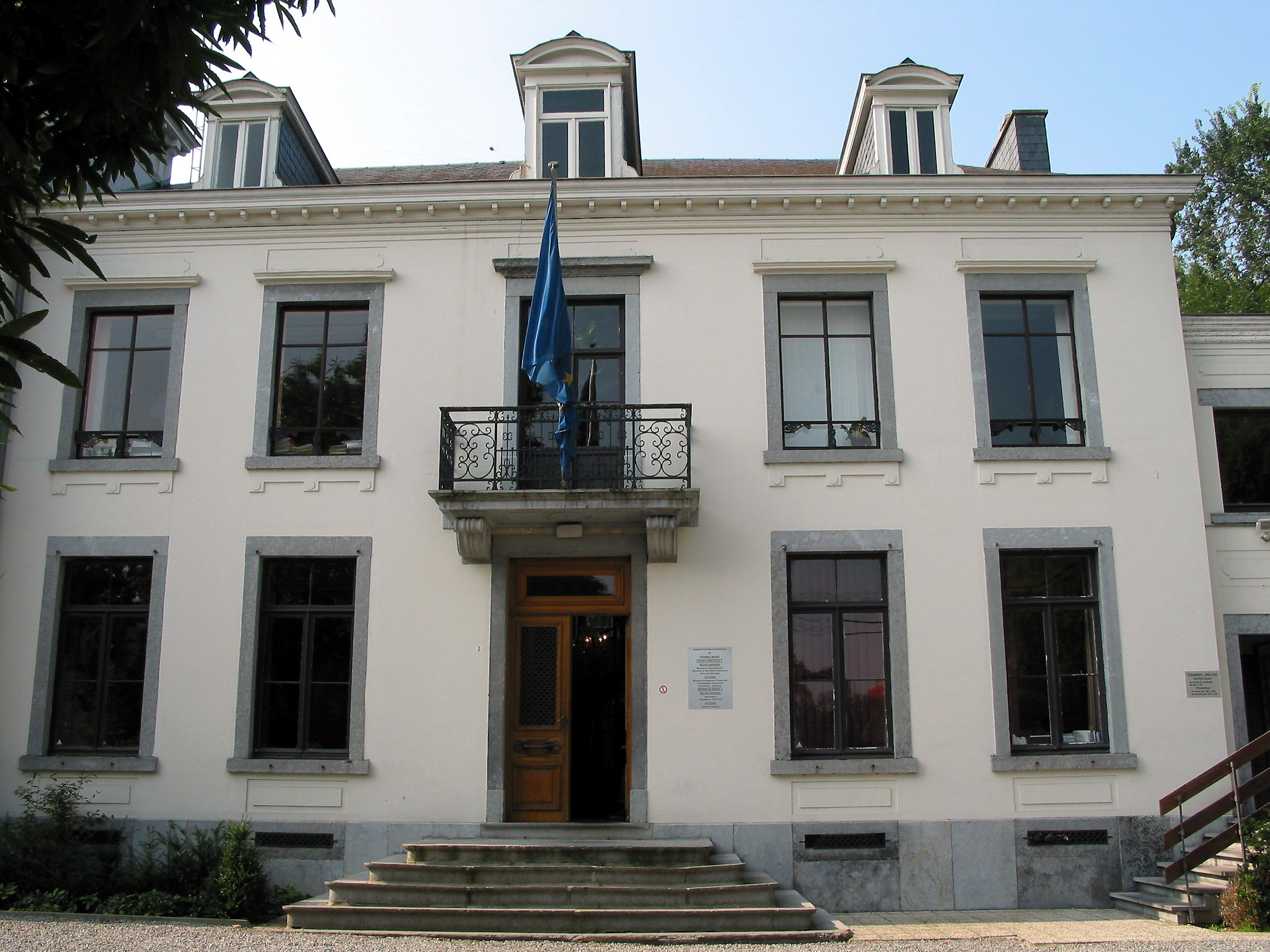
Ayuntamiento.

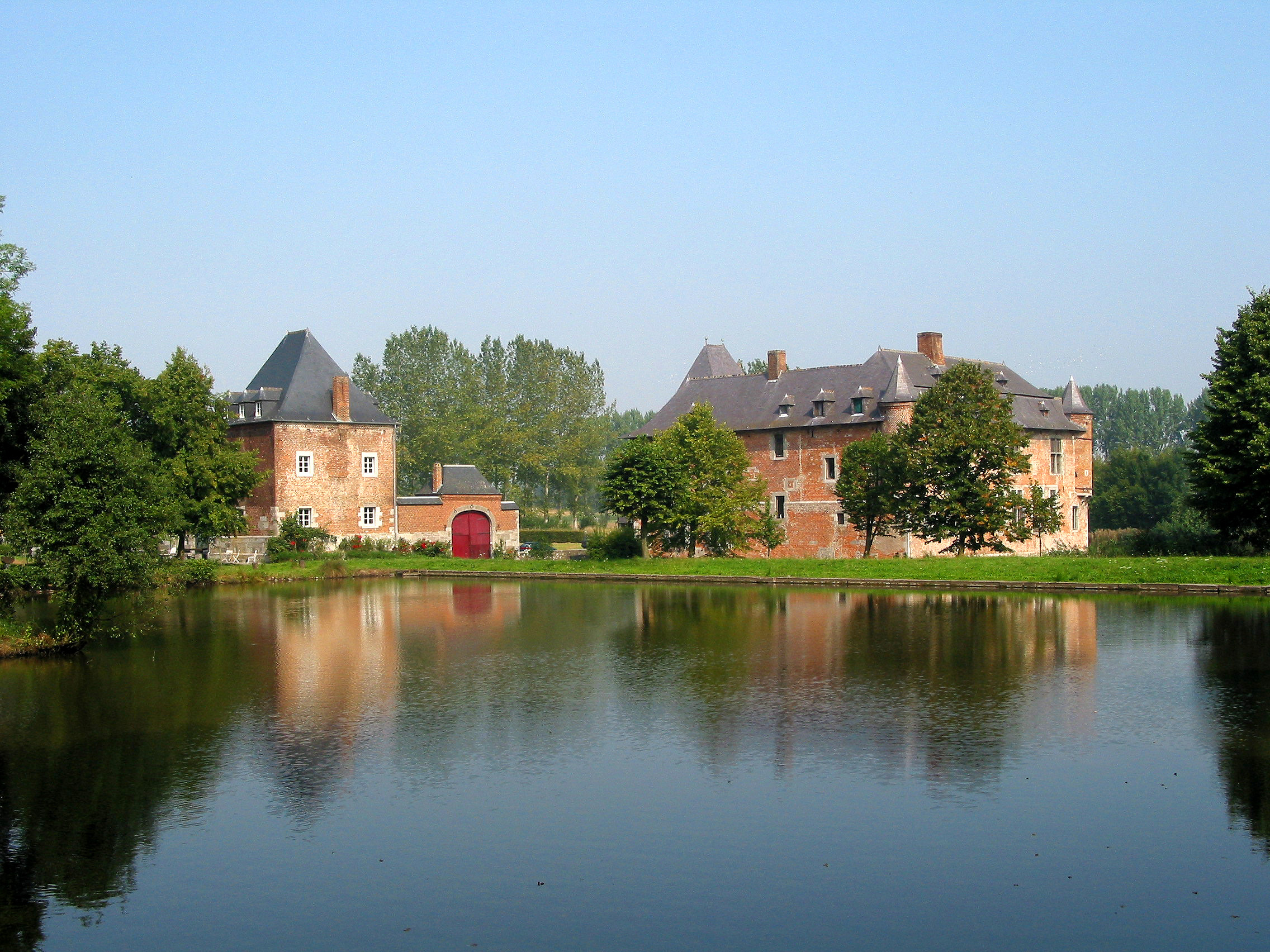
El castillo-finca de Fernelmont

Fernelmont (en valón: Fernémont, localmente Fernêmont), municipio de Bélgica de la provincia de Namur.

## Datos
- Población al 01.01.2019: 8,032 habitantes.
- Superficie 65.61 km².
- Densidad poblacional: 122.43 habitantes por km².

## Geografía

### Secciones del municipio
El municipio comprende los antiguos municipios, que se fusionaron en 1977:
| - Bierwart - Cortil-Wodon - Forville - Franc-Waret - Hemptinne - Hingeon - Marchovelette - Noville-les-Bois - Pontillas - Tillier |

## Demografía

### Evolución
Todos los datos históricos relativos al actual municipio, el siguiente gráfico refleja su evolución demográfica, incluyendo municipios después de efectuada la fusión el 1 de enero de 1977.
| Gráfica de evolución demográfica de Fernelmont entre 1846 y 2020 |
|                                                                  |